# Vilko Žiljak
Vilko Žiljak (Sveti Ivan Zelina, 18. prosinca 1946.), inženjer eksperimentalne fizike; začetnik računalne grafike u Hrvatskoj.

## Životopis
Eksperimentalnu fiziku diplomirao je na Prirodoslovno-matematičkom fakultetu u Zagrebu 1973., a na Elektrotehničkom fakultetu doktorirao 1981. disertacijom Simulacija terminala Jugoslavenskog naftovoda kao stohastički proces. Radio je u tvrtkama Industroprojekt (1970.–1976.), Selk (1976.–1979.), Jugoslavenski naftovod (danas Jadranski naftovod) (1979.–1982.). Godine 1982. zaposlio se na Višoj grafičkoj školi (danas Grafički fakultet) u Zagrebu kao voditelj katedre tiskarskog sloga i računarske tehnike. Zvanje redovnog profesora stekao je 1999., a funkciju dekana obnašao je od 1982. do 1987. Umirovljen je 2015. Član je emeritus Akademije tehničkih znanosti Hrvatske. Od 2015. je profesor emeritus Sveučilišta u Zagrebu.
U dugogodišnjem radu bavio se istraživanjem, razvojem i primjenom informatičke, računalske i grafičke tehnike. Pionir je triju znanstvenih grana u Hrvatskoj: matematičko modeliranje i simulacija; računarska grafika i tiskarstvo; vizualno istraživanje pomoću računala, te je iz tih područja objavio prve knjige na hrvatskom jeziku. Koautor je pet patenata u području infracrvenih boja; uveo je novu varijablu za mjerenje apsorpcije svjetlosti na 1000 nm. U grafičku je industriju uveo nekoliko novih tehnologija zaštitnog tiska. Autor je prvih dokumenata Republike Hrvatske i koautor novčanica hrvatske kune (zajedno s Miroslavom Šutejem i Šimunom Šutejem).

## Objavljena djela
Objavio je preko stotinu znanstvenih radova, održao pedesetak priopćenja na znanstvenim skupovima (međunarodnim i domaćim), te objavio stotinjak stručnih radova i znanstveno popularnih članaka.

### Autorske knjige
- Modeliranje i simuliranje sa računalom, (s G. Smiljanićem) Zagreb, 1980.
- Simulacija računalom, Zagreb 1982.
- Računarska tipografija, Zagreb, 1987.
- Računalniški fotostavek, Ljubljana, 1988.
- Stolno izdavaštvo, Gornji Milanovac, 1988.
- Namizno založništvo, Ljubljana 1989.
- Stolno izdavaštvo - desktop publishing, Zagreb 1990.
- Kuna, papirnati novac Republike Hrvatske, Zagreb 1994.
- Postscript programiranje grafike, (s K. Papom), Zagreb, 1998.
- Postscript, (s K. Papom), Austrija, 1999.

## Nagrade
- Nagrada za životno djelo, Zlatna kuna 2008.[4]
- Državna nagrada za znanost 2010.[5]